# Кайсьо-Мару
Кайсьо-Мару (Kaisyo Maru) — транспортне судно, яке під час Другої світової війни брало участь у операціях японських збройних сил на Тихому океані.
Судно спорудили як «Кайшо-Мару» (Kaisho Maru) в 1918 році на верфі Osaka Iron Works для компанії Katsuda Kisen. З 1932-го його власником була Hachiuma Kisen, при цьому в 1938-му назва була уточнена до «Кайсьо-Мару».
В 1941-му судно реквізували для потреб Імперського флоту Японії.
4 серпня 1943-го «Кайсьо-Мару» перебувало у Яванському морі за дві з половиною сотні кілометрів на північний захід від Сурабаї. Тут воно було виявлене та потоплене американським підводним човном USS Finback.